# Église Santa Maria in Cosmedin
Pour les articles homonymes, voir Église Sainte-Marie et Église Santa Maria in Cosmedin (Naples).
La basilique Santa-Maria in Cosmedin (en italien Basilica di Santa Maria in Cosmedin ou de Schola Graeca) est une basilique mineure de Rome, située dans le rione de Ripa.

## Historique

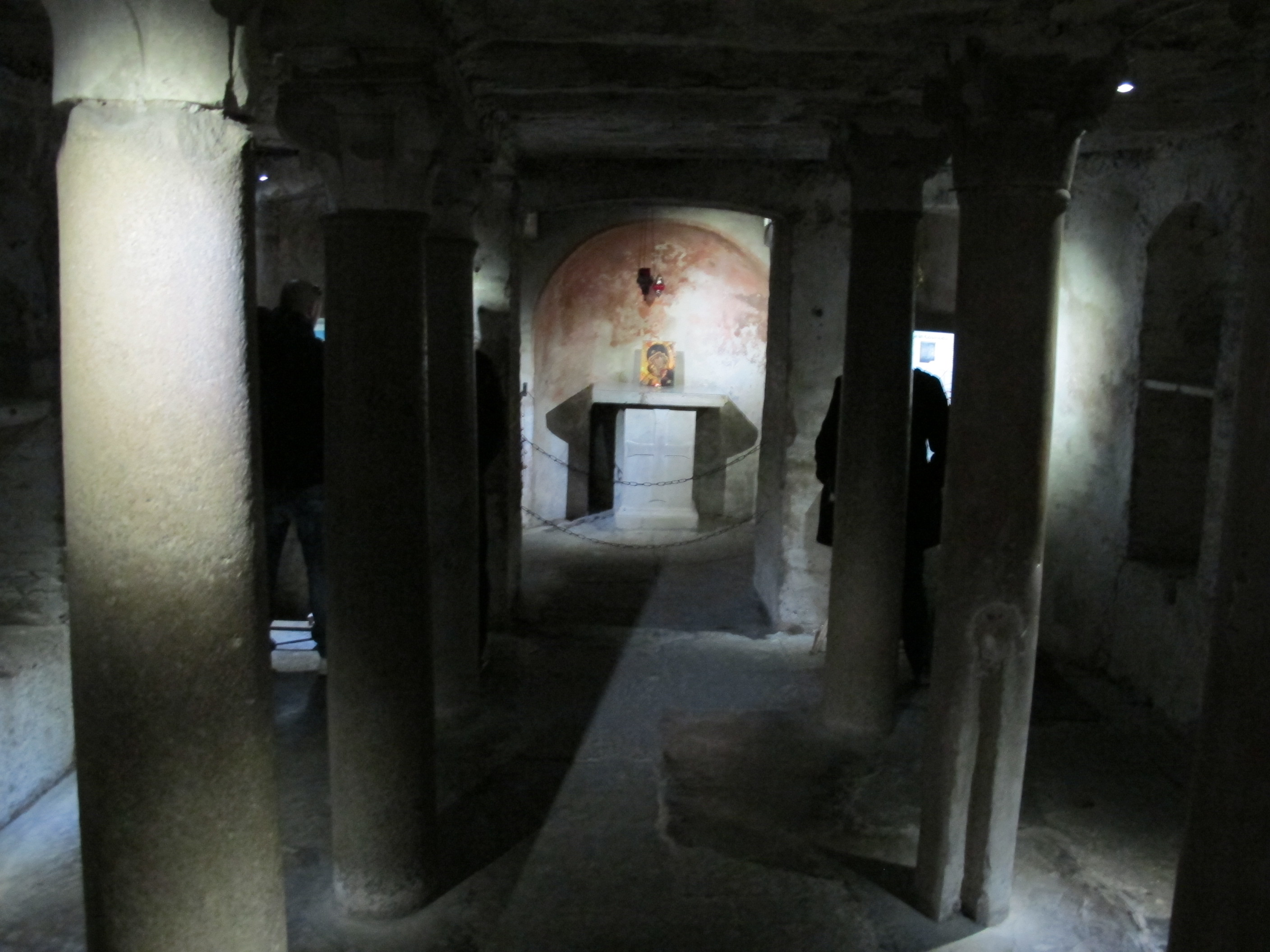
La crypte, installée dans un bâtiment antique romain.

L'église Santa Maria in Cosmedin a été construite au VIe siècle sur les ruines de l'Aedes Pompeiana Herculis, le Très Grand Autel d'Hercule Invaincu (Ara Maxima) sur le Forum Boarium, l'un des lieux de distribution de l'Annone de la Rome antique. Les sous-sols de l'église englobent un mur massif en gros blocs de tuf volcanique qui faisait partie de l'autel et un petit édifice à colonnes d'époque flavienne remanié au début du Ve siècle et transformé en crypte de l'église.
Elle abrite depuis le titre cardinalice homonyme.
Se trouvant non loin de constructions byzantines, près d'un lieu nommé "Ripa Greca", où vivait une communauté grecque , cette église prit le nom de Schola Graeca au VIIe siècle. Des moines grecs y trouvèrent refuge pour échapper aux persécutions vers 782 et y firent des décorations sous Adrien Ier qui les parrainait. En hommage à son aspect elle porta le nom de « Cosmedin » (du grec Kosmidion, « orné »).
La basilique a subi de nombreux remaniements au cours des siècles.
C'est à partir de 1971 que le pape Paul VI a donné cette église à l'Église grecque-catholique melkite comme lieu de culte en Rome.

## Architecture
Elle contient un remarquable pavement médiéval provenant de l'ancienne basilique Saint-Pierre. Dans le péristyle, à l'entrée, se trouve la célèbre Bocca della Verità, qui était probablement une ancienne bouche d'égout de la Rome antique. Elle possède l'un des plus hauts campaniles de la ville.
La sacristie recèle une mosaïque du VIIIe siècle venant de la Cosmatesque.

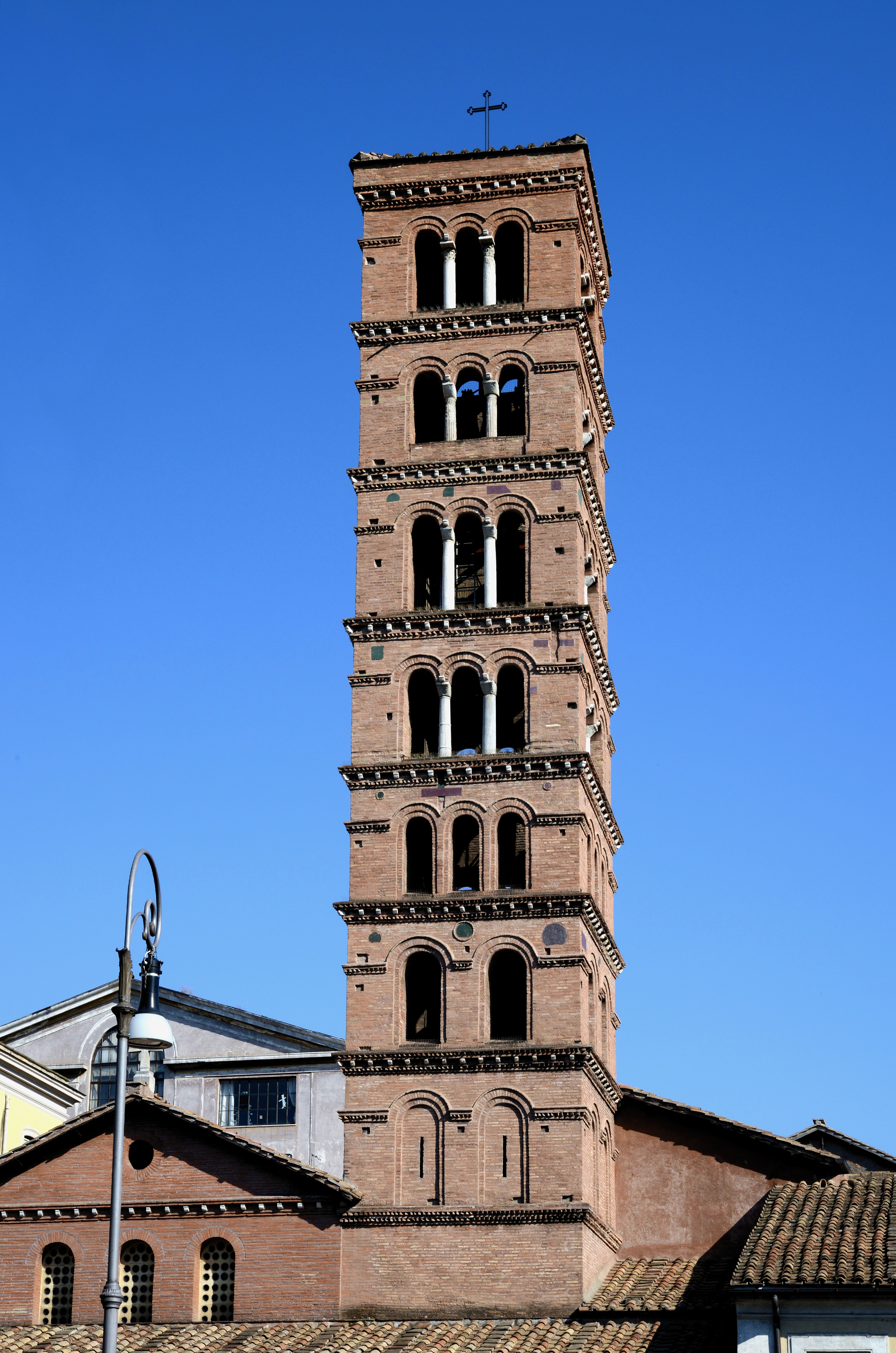
Clocher roman.
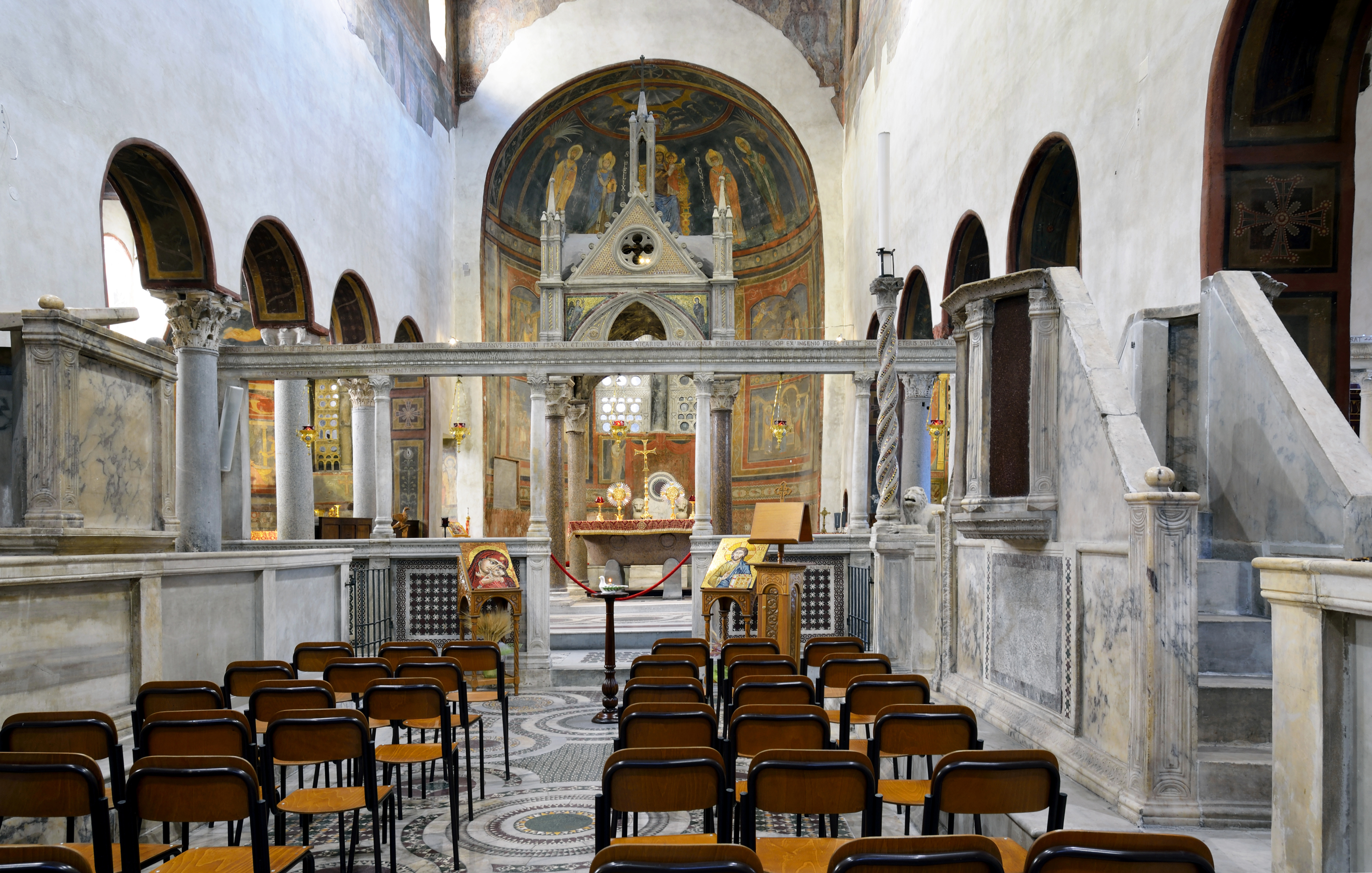
Ciborium.
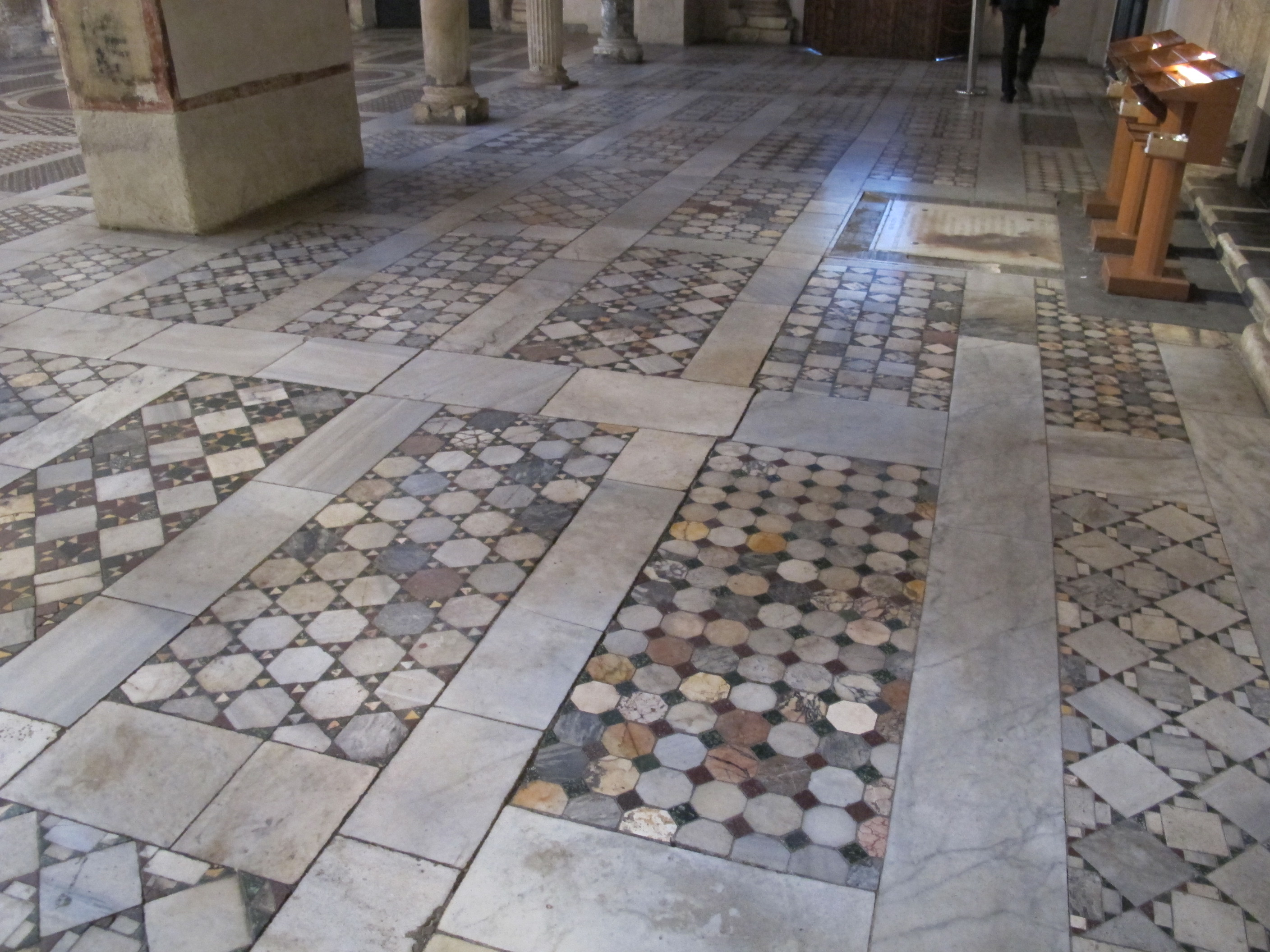
Pavement cosmatesque.
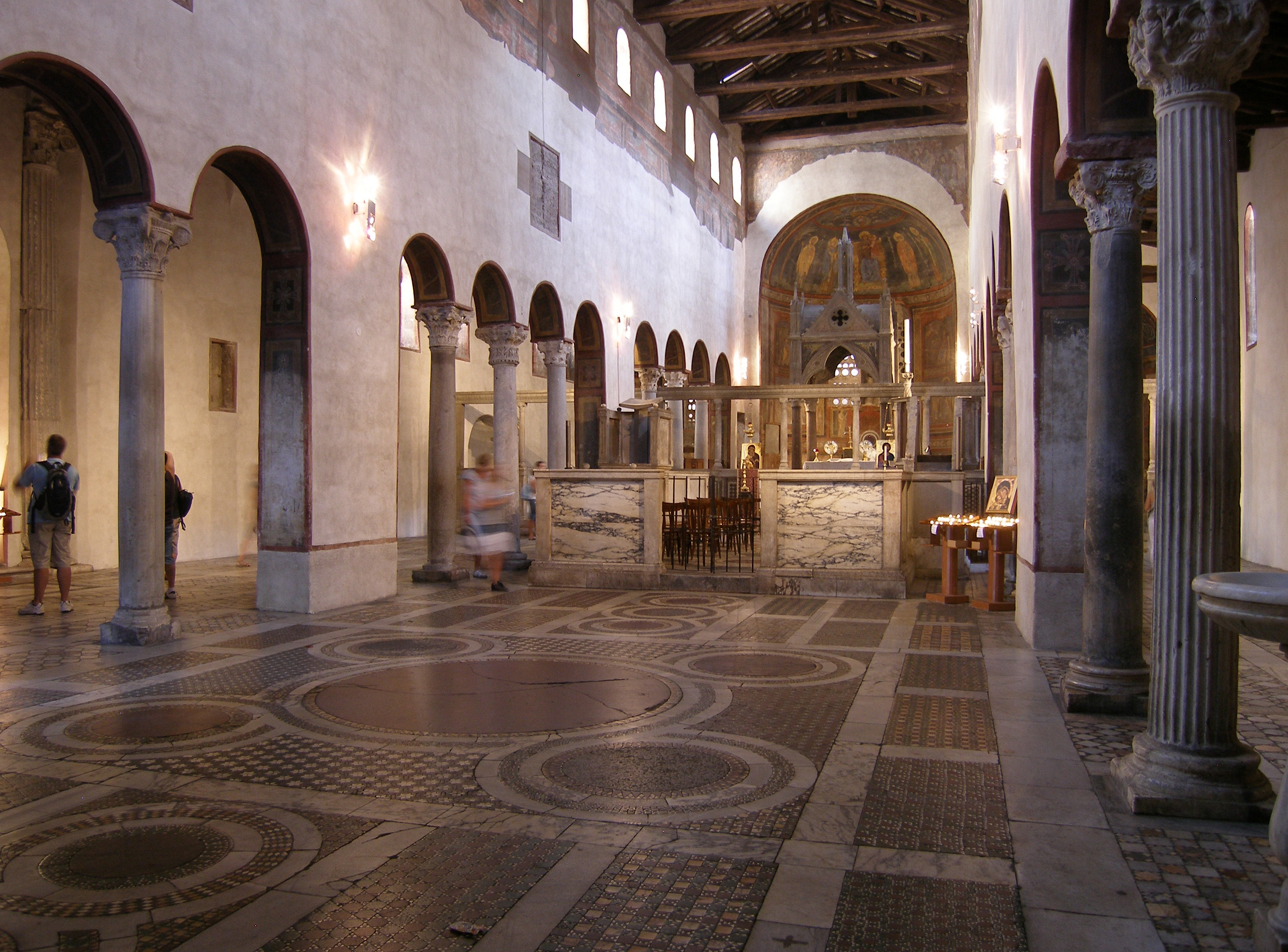
La nef avec au fond le chœur.
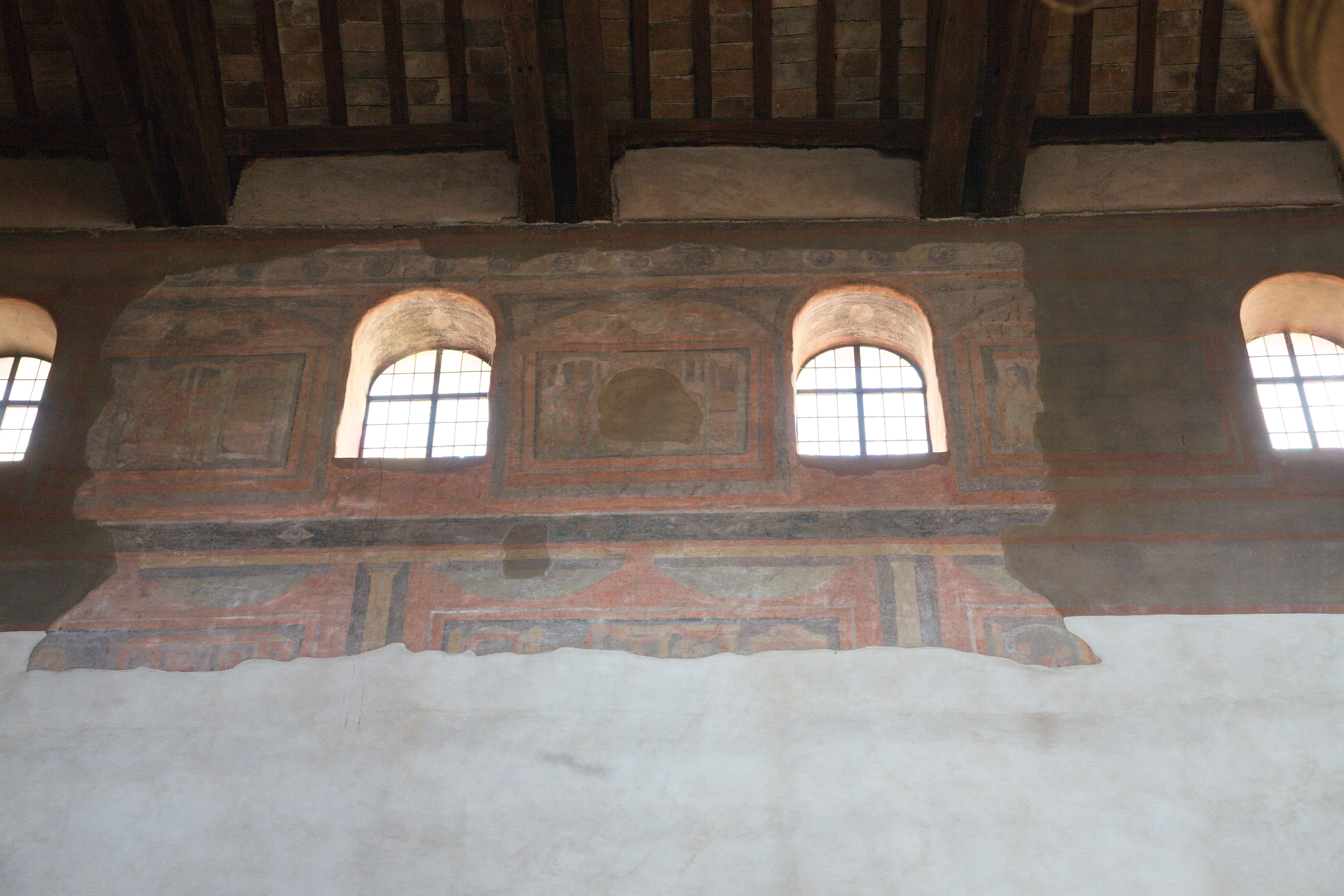
Fresques.
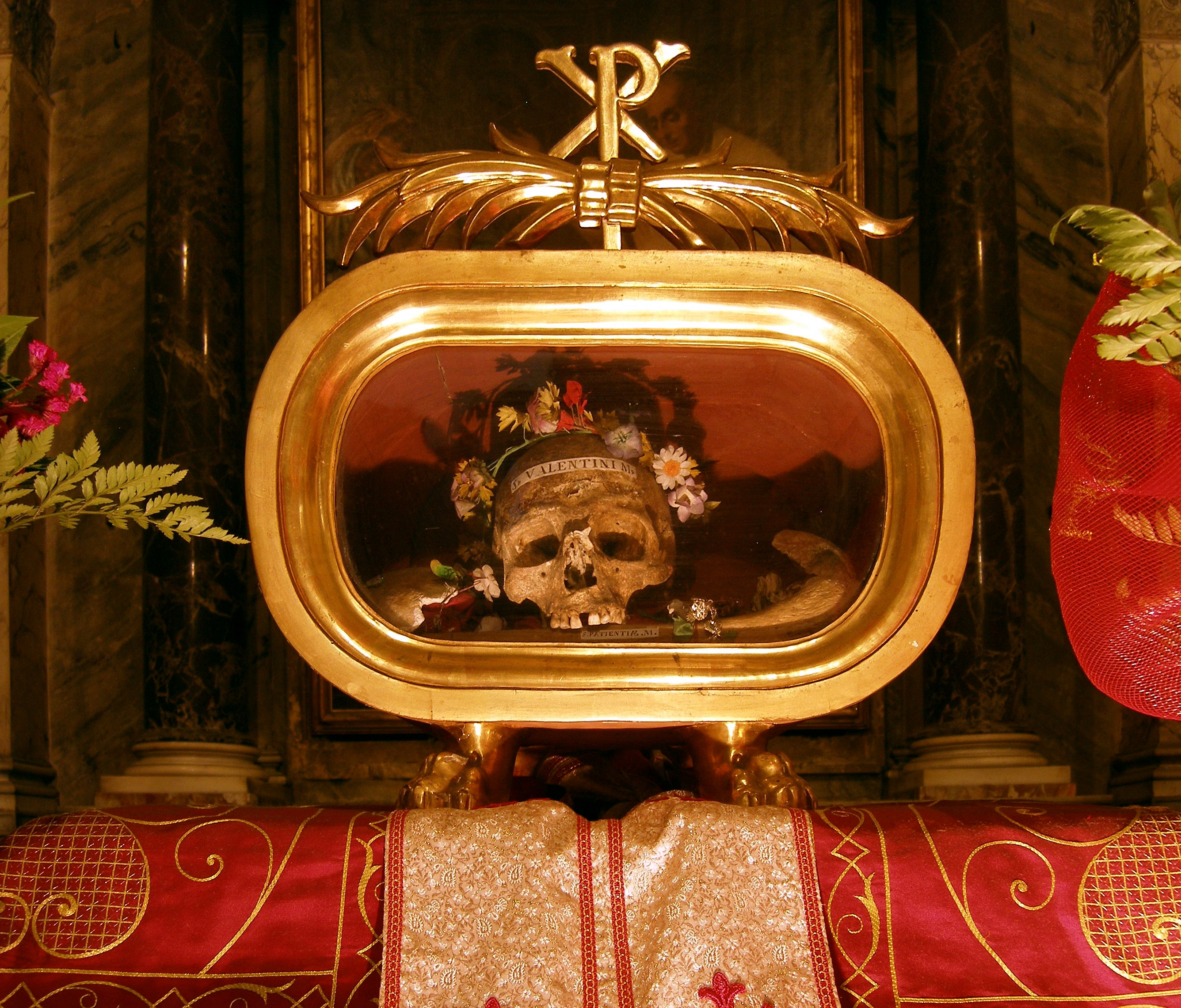
Le chef de saint Valentin.
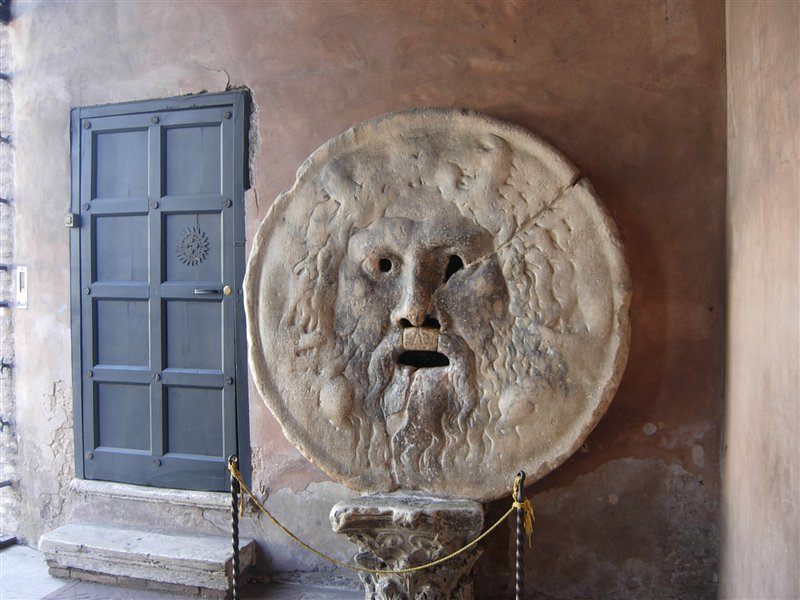
Vestige : la Bocca della Verità.